# Pałac w Łabuniu
Pałac w Łabuniu – wzniesiony na gruzach dawnego zameczku w XVIII w. przez Józefa Gabriela Stempkowskiego.

## Historia
W okazałym pałacu wybudowanym przez Józefa Gabriela Stempkowskiego, kasztelana i wojewodę kijowskiego, faworyta króla Polski Stanisława Augusta Poniatowskiego, odbywały się dawniej wspaniałe zabawy urządzane z anarchiczną wspaniałością przez srogiego rozpustnika powstał według projektu polskiego architekta niemieckiego pochodzenia Efraima Szregera. W tej luksusowej rezydencji, do której meble sprowadzano z Francji, Stempkowski gościł dwa razy króla Stanisława Augusta w 1781 i 1787 r. Koszty budowy i wyposażenia spowodowały jednak bankructwo Stempkowskiego, który uciekł przed wierzycielami do Warszawy, a pałac w 1792 r. został rozgrabiony przez wierzycieli i później rozebrany przez miejscową ludność. Jeszcze 8 kwietnia 1793 r. zgromadzeni w pałacu przedstawiciele szlachty i duchowieństwa dokonali przysięgi na wierność carycy Rosji Katarzynie.